# Darko Velkovski
Darko Velkovski (en macedonio: Дарко Велковски; Skopie, 21 de junio de 1995) es un futbolista macedonio que juega en la demarcación de defensa para el HŠK Zrinjski Mostar de la Liga Premier de Bosnia y Herzegovina.

## Selección nacional
Tras jugar con la selección de fútbol sub-17 de Macedonia del Norte, la sub-18, la sub-19 y la sub-21, finalmente debutó con la selección absoluta el 18 de junio de 2014. Lo hizo en un partido amistoso contra China que finalizó con un resultado de 2-0 a favor del combinado chino tras los goles de Yu Hanchao y Gao Di.

## Clubes
| Club                        | País                 | Año       | Partidos | Goles |
| --------------------------- | -------------------- | --------- | -------- | ----- |
| F. K. Rabotnički            | Macedonia del Norte  | 2011-2015 | 120      | 11    |
| F. K. Vardar                | Macedonia del Norte  | 2015-2018 | 63       | 3     |
| H. N. K. Rijeka             | Croacia              | 2018-2022 | 78       | 2     |
| Ettifaq F. C.               | Arabia Saudita       | 2022-2023 | 15       | 0     |
| F. C. Dinamo de Bucarest    | Rumania              | 2024      | 16       | 1     |
| Nyíregyháza Spartacus F. C. | Hungría              | 2025      | 3        | 0     |
| HŠK Zrinjski Mostar         | Bosnia y Herzegovina | 2025-     |          |       |

## Palmarés

### Campeonatos nacionales
| Título                                  | Club             | País                | Año  |
| --------------------------------------- | ---------------- | ------------------- | ---- |
| Primera División de Macedonia del Norte | F. K. Rabotnički | Macedonia del Norte | 2014 |
| Copa de Macedonia                       | F. K. Rabotnički | Macedonia del Norte | 2014 |
| Copa de Macedonia                       | F. K. Rabotnički | Macedonia del Norte | 2015 |
| Primera División de Macedonia del Norte | F. K. Vardar     | Macedonia del Norte | 2016 |
| Primera División de Macedonia del Norte | F. K. Vardar     | Macedonia del Norte | 2017 |
| Copa de Croacia                         | H. N. K. Rijeka  | Croacia             | 2019 |
| Copa de Croacia                         | H. N. K. Rijeka  | Croacia             | 2020 |